# Micreremus brevipes
Micreremus brevipes är en kvalsterart som först beskrevs av Michael 1888.  Micreremus brevipes ingår i släktet Micreremus och familjen Micreremidae. Inga underarter finns listade i Catalogue of Life.